# Le Profil Amina
Le profil Amina, (en inglés, The Amina Profile) es un documental canadiense de 2015 dirigido por Sophie Deraspe y coproducido por Esperamos y el National Film Board of Canada. Se estrenó en el Festival de Cine de Sundance de 2015 en la categoría de Cine Mundial. La película fue retitulada A Gay Girl in Damascus: The Amina Profile por su distribuidor estadounidense IFC para su estreno en cines y posteriores proyecciones en festivales de cine.

## Sinopsis
La película se centra en Sandra Bagaria, una mujer de Montreal que mantenía una relación online con la famosa bloguera Amina Abdallah Arraf al Omari. Bagaria se involucró en el intento internacional de rescatar a Arraf tras su supuesto secuestro por parte del régimen sirio.

## Recepción
Bajo su título en francés, Le profil Amina, la película fue nombrada Best Documentary:Society en los Prix Gémeaux 2016, en honor a lo mejor de la televisión canadiense francófona.
La película recibió nominaciones a los premios Canadian Screen Awards como Mejor Largometraje Documental y Mejor Montaje en un Documental en la cuarta edición de los premios Canadian Screen Awards.